# Ulica Przesmyk w Bydgoszczy
Ulica Przesmyk w Bydgoszczy – ulica na terenie Starego Miasta w Bydgoszczy. 

## Położenie
Ulica znajduje się w południowej części Starego Miasta. Rozciąga się na kierunku północ-południe, od ulicy Długiej do ul. Wały Jagiellońskie. Jej długość wynosi ok. 100 m.

## Historia
Ulica Przesmyk powstała w czasie kształtowania bydgoskiego miasta lokacyjnego w XIV wieku. Stanowiła ona wąskie przejście z ulicy Długiej, poprzez ul. Pod Blankami do muru miejskiego. Wiadomo, że wzdłuż ulicy w XVII-XVIII wieku istniała murowana, bądź szachulcowa zabudowa.  
Na szczegółowym planie zabudowy miasta, sporządzonym przez pruskiego geometrę Gretha w 1774 r., posesje wzdłuż ulicy zajęte są niemal w całości przez istniejącą w tym czasie zabudowę. Zniszczony środkowy odcinek muru miejskiego oraz nie wypełniona wodą fosa miejska umożliwiały w tym czasie wyjście tą uliczką poza obręb Starego Miasta. Na początku XIX wieku u południowego wylotu ulicy wzniesiono budynek loży masońskiej (rozebrany w XX w.), do którego budowy wykorzystano materiał z rozebranych murów miejskich. W 1835 r. wytyczono w jego sąsiedztwie Nowy Rynek, zaś w latach 1903–1906 we wschodniej pierzei Nowego Rynku, naprzeciw ul. Przesmyk zbudowano eklektyczny gmach Sądu Okręgowego. 
W 2006 r. na skwerze między ulicami: Trybunalską, Pod Blankami i Przesmyk, usytuowano pomnik Kazimierza Wielkiego.

### Nazwy
Ulica w przekroju historycznym posiadała następujące nazwy:
- 1800–1816 - Rosen Gasse
- 1840 - Seiten Gasse
- 1861–1920 - Logenstraße
- 1920–1939 - Przesmyk
- 1939–1945 - Poststraße
- od 1945 - Przesmyk